# Protapanteles vitripennis
Protapanteles vitripennis är en stekelart som först beskrevs av Curtis 1830.  Protapanteles vitripennis ingår i släktet Protapanteles och familjen bracksteklar. Arten är reproducerande i Sverige. Inga underarter finns listade i Catalogue of Life.